# Giardino dei Combattenti della Nueve

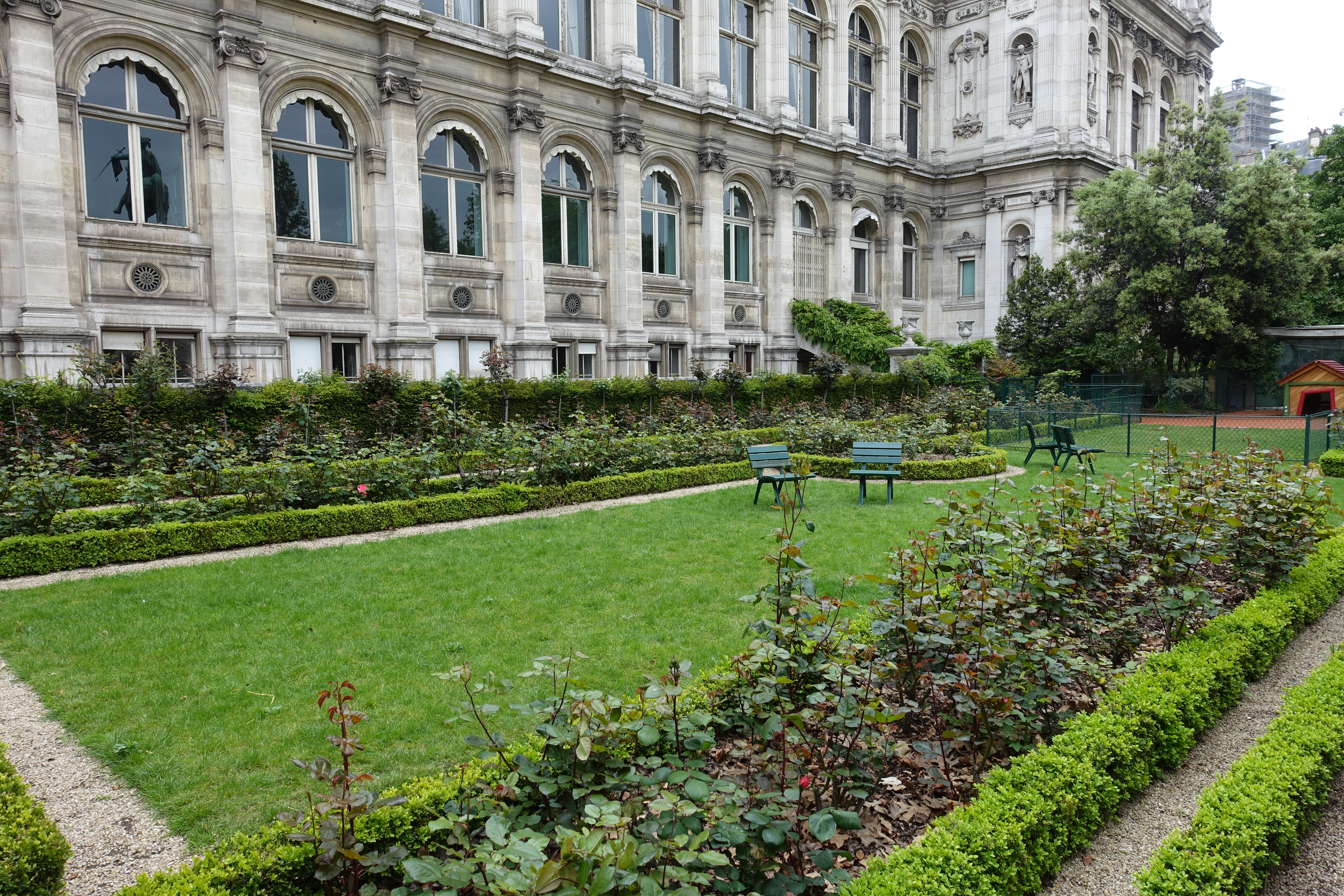
Il giardino

Il giardino dei Combattenti della Nueve è un giardino sito nel  IV arrondissement di Parigi, quartiere di Saint-Merri.

## Descrizione
Si estende su una superficie di 1394 m2 ed è composto di un prato centrale attraversato da viali coperti di ghiaia e circondati da cespugli di rose; alle sue estremità si trovano dei boschetti di alberi. È anche uno spazio per giochi destinato ai bambini iscritti ai giardini d'infanzia del comune, con un  pollaio e delle gabbie per conigli. 

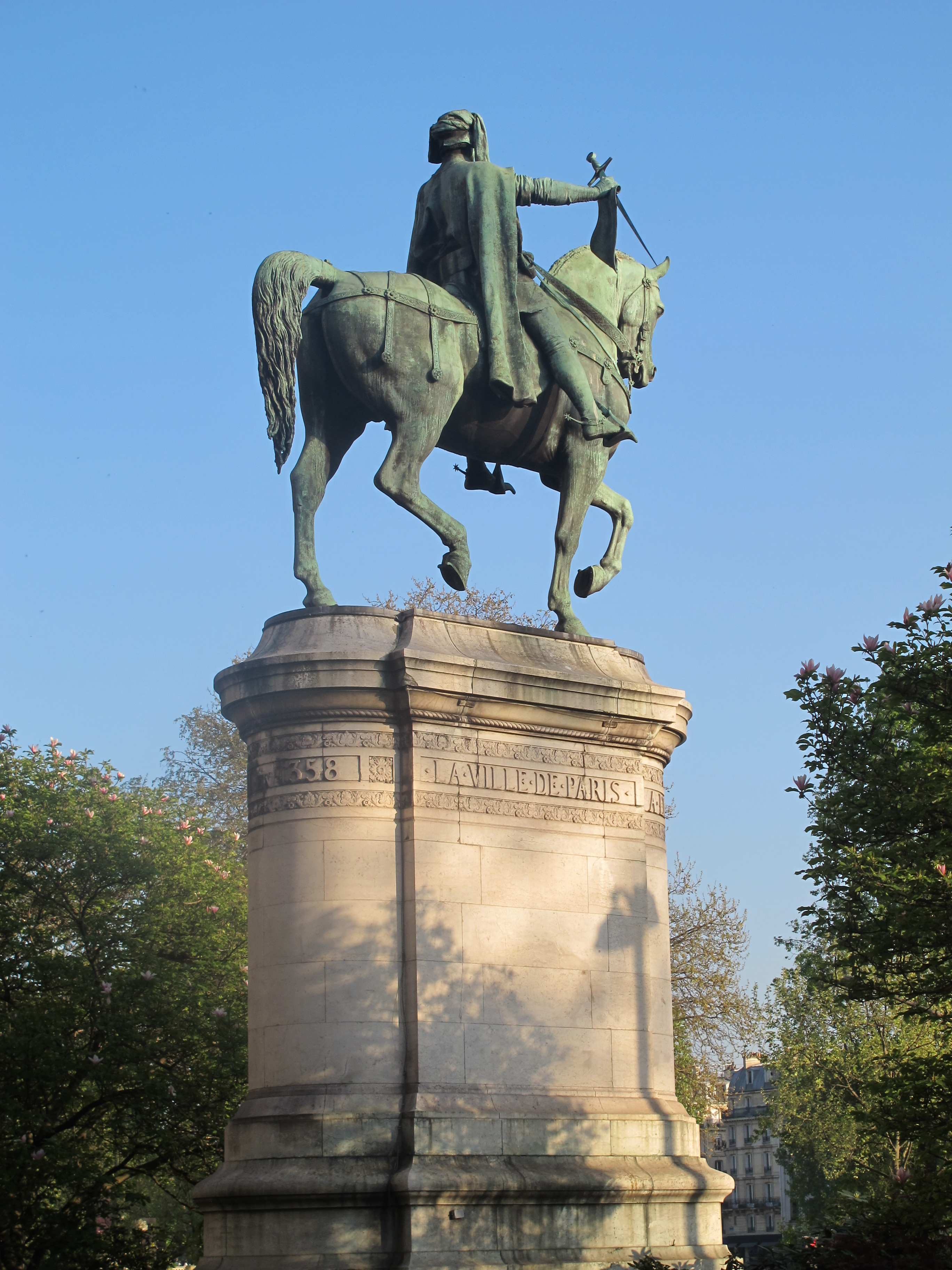
Statua di Étienne Marcel nel giardino
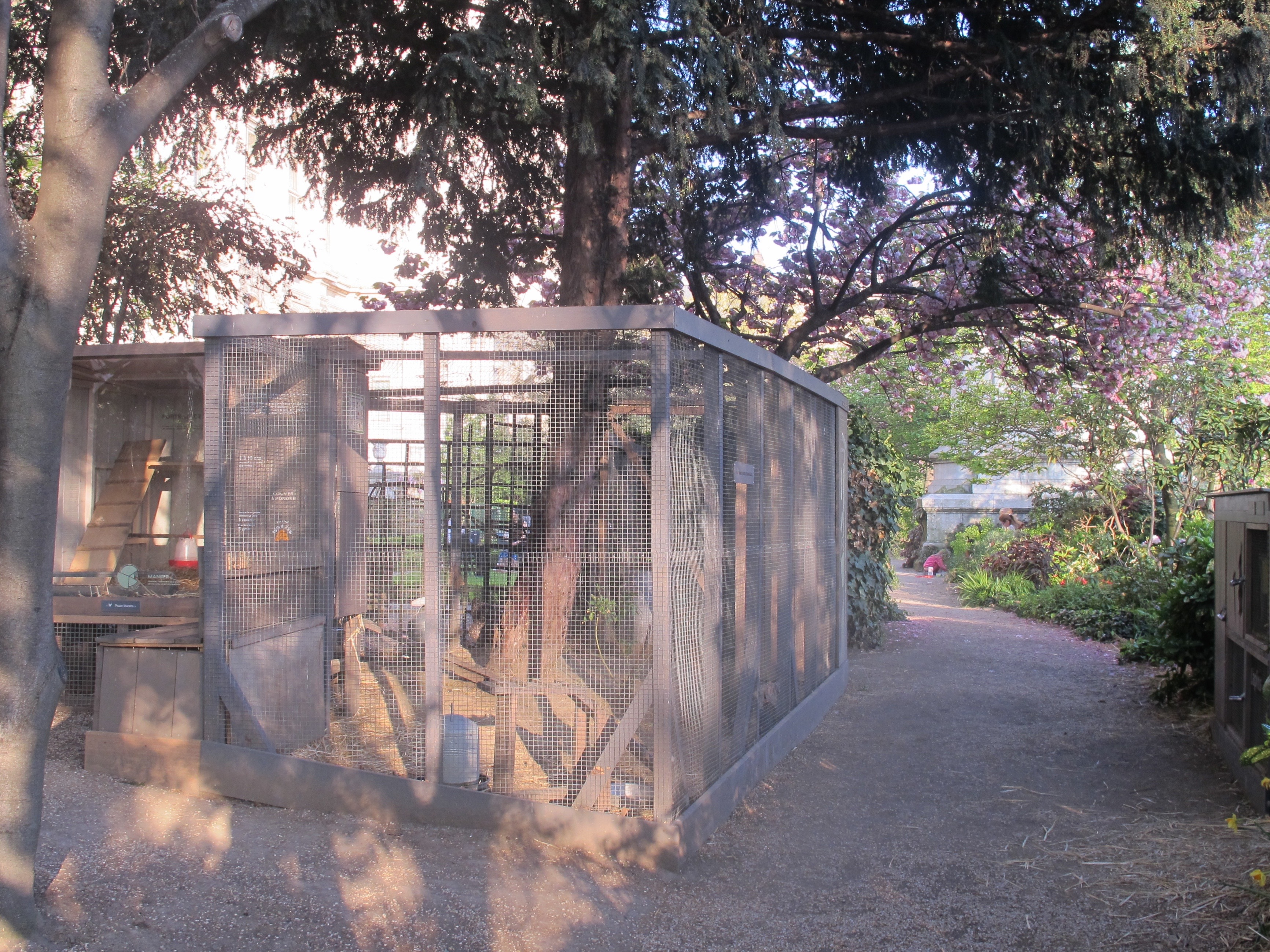
Pollaio
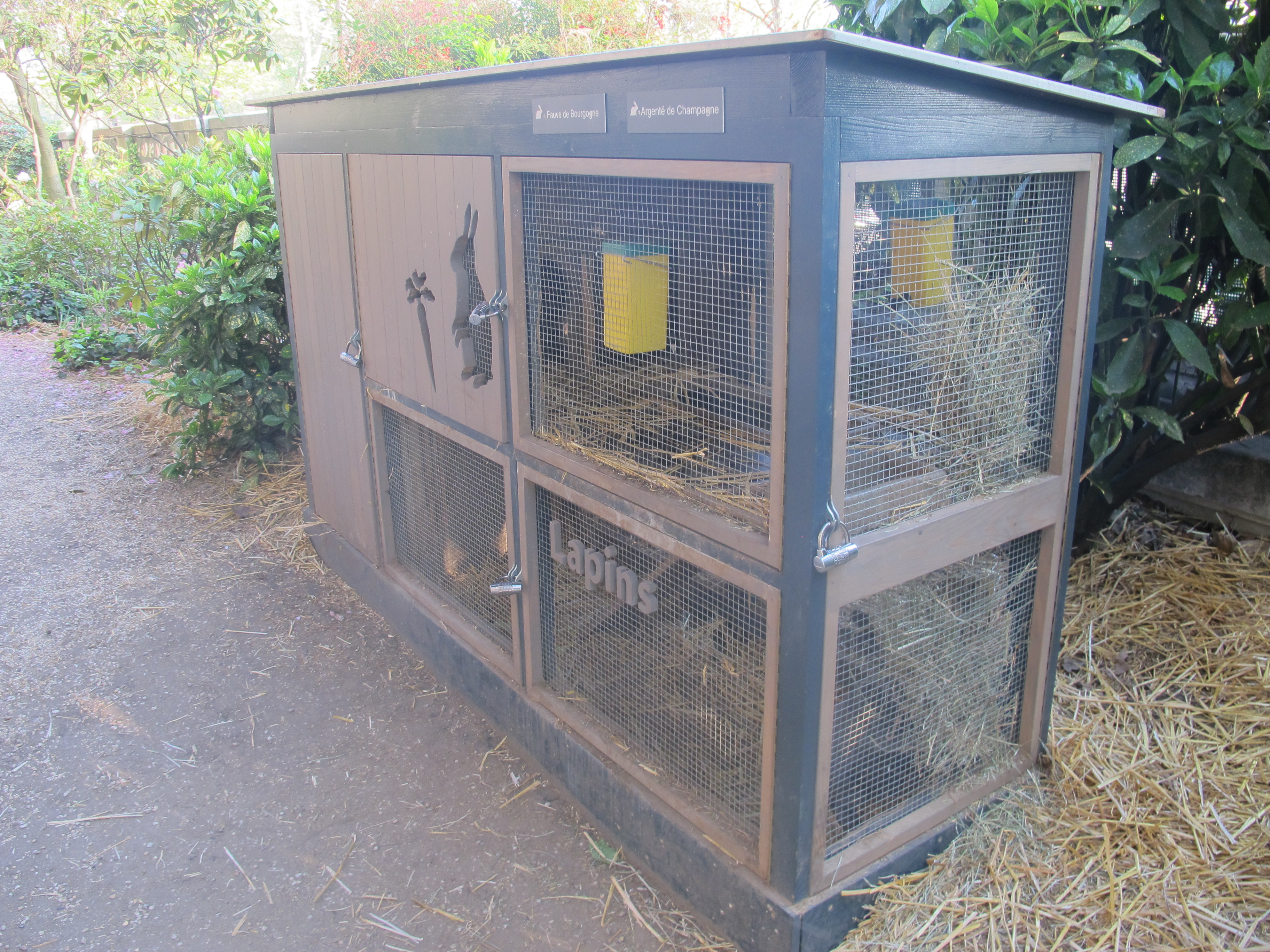
Gabbia per conigli
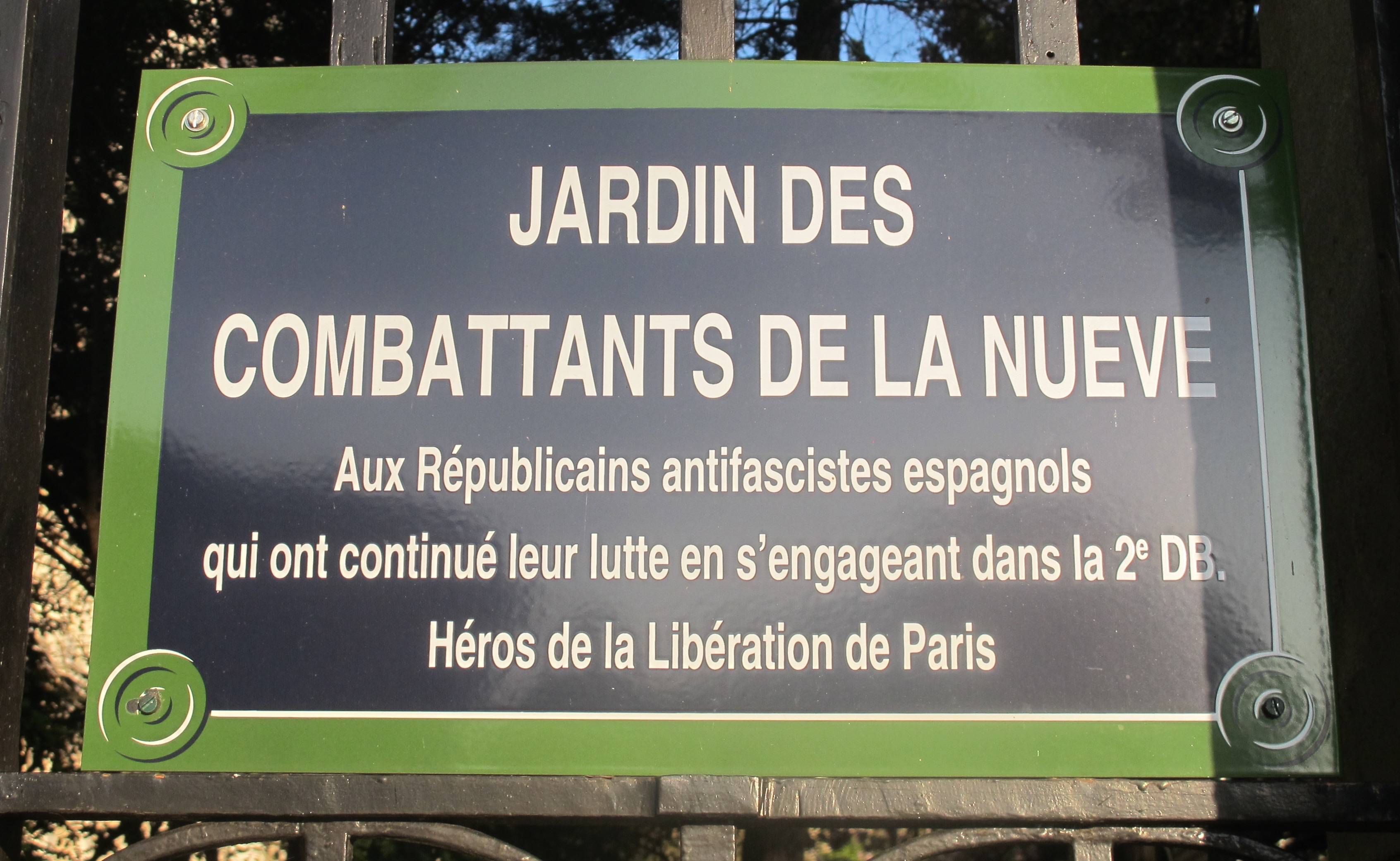
Dedica ai combattenti de la Nueve

## Origine del nome
Questo giardino rende onore ai combattenti della Nueve, o 9ª compagnia, unità d'assalto della 2ª divisione blindata francese al comando del generale Leclerc, giunta per prima al municipio di Parigi il giorno della sua liberazione il 24 agosto 1944 e composta in maggior parte di esuli repubblicani spagnoli rifugiatisi in Francia dopo la vittoria di Franco nella guerra civile spagnola.

## Storia
Storicamente chiamato «Giardino dell'Hôtel-de-Ville», si tratta di uno spazio verde addossato alla parete sud dell'Hôtel de Ville, correndo lungo il Quai de l'Hôtel-de-Ville, tra la rue de Lobau e il sagrato. È stato costruito sull'area dell'antica rue des Haudriettes. Era un tempo il giardino privato del Prefetto della Senna e poi del sindaco di Parigi.

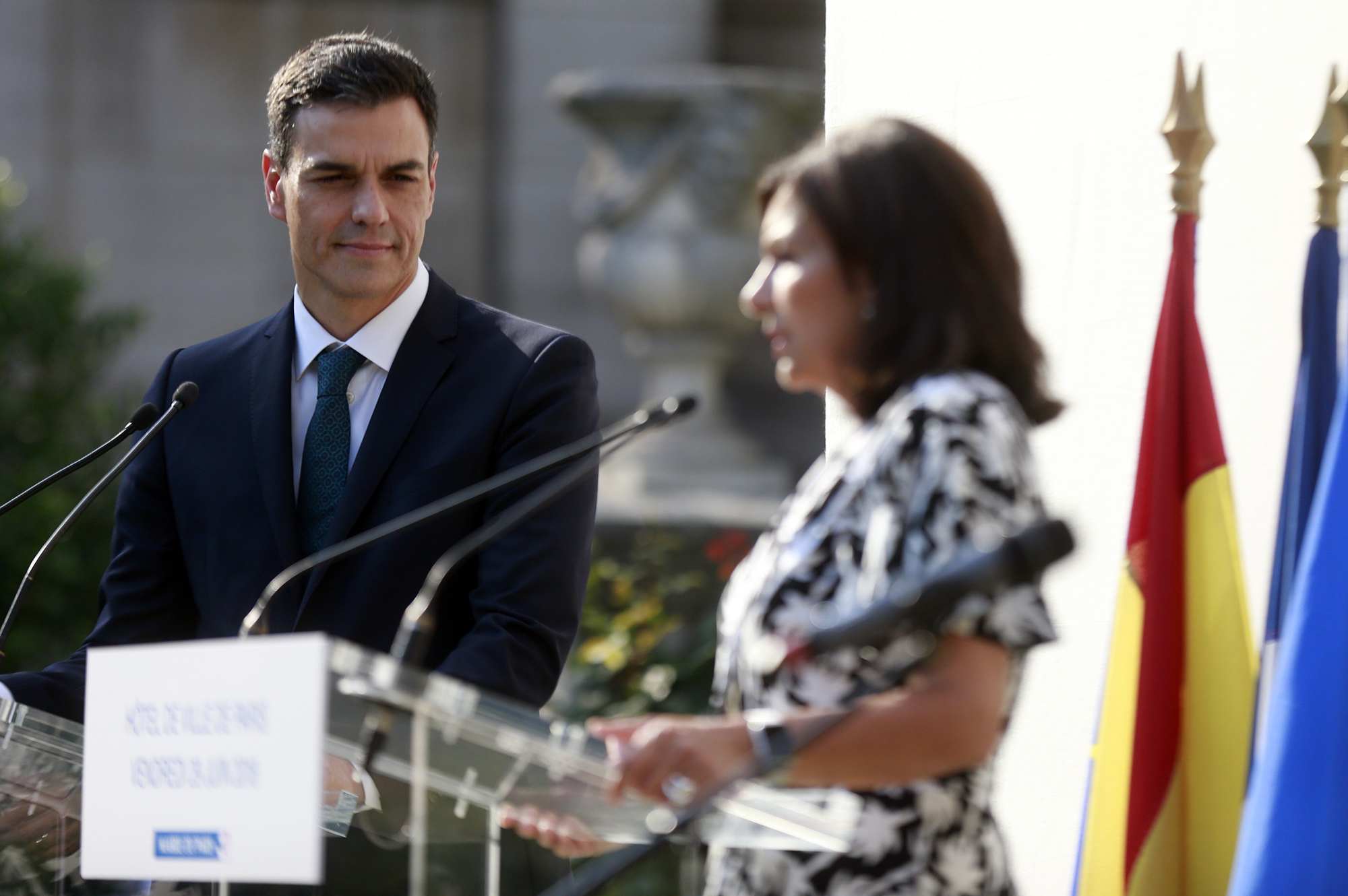
Il sindaco di Parigi Anne Hidalgo e il capo del governo spagnolo Pedro Sánchez durante la cerimonia d'inaugurazione nel giugno 2018

Chiuso originariamente al pubblico, è aperto il sabato, la domenica e i giorni festivi, dalle ore 9 a fine giornata, dal 24 gennaio 2015. Nel marzo dello stesso anno, dopo la delibera del Consiglio di Parigi, il re e la regina di Spagna, Filippo VI e Letizia, con il sindaco di Parigi Anne Hidalgo, dovevano presiedere all'inaugurazione del giardino ribattezzato Jardin des Combattants de la Nueve, per rendere omaggio ai repubblicani spagnoli che parteciparono alla liberazione di Parigi dall'occupazione nazista nell'agosto 1944.. Sfortunatamente il disastro del volo Germanwings 9525, nel quale perirono 51 passeggeri spagnoli, abbreviò la visita della coppia reale spagnola e la cerimonia d'inaugurazione fu rimandata al 3 giugno 2015.

## Monumenti
- Una statua equestre, opera di Jean-Antoine-Marie Idrac e d Laurent Marqueste, rappresenta Étienne Marcel, prévôt des marchands de Paris nel XVI secolo e figura fondatrice dell'amministrazione parigina.

## Accessi
Il luogo è  accessibile dal n. 2 della piazza dell'Hôtel-de-Ville.
È servito dalle linee 1 e 11 del Metrò, attraverso la stazione Hôtel de Ville.